# Radnice v Kišiněvě
Radnice v Kišiněvě (rumunsky Clădirea primăriei municipiului Chișinău) je budova městské samosprávy v Kišiněvě, hlavním městě Moldavska. Stojí na hlavní městské třídě, bulváru Štěpána Velikého, ve středu města.
Iniciativa dlouholetého kišiněvského starosty Carola Schmidta na sklonku 19. století vedla k rozhodnutí postavit pro městskou dumu novou radnici. Budova v eklektickém stylu, vycházejícím z italské renesance, byla dokončena roku 1902, jejím autorem byl městský architekt Mitrofan Elladi, kterému asistoval Alexandr Bernardazzi. Za druhé světové války byla radnice při ústupu Rudé armády v roce 1941 vyhozena do povětří. K její obnově došlo pod rumunskou správou roku 1944, avšak v srpnu toho roku byl Kišiněv sovětským vojskem letecky bombardován a budova byla opět silně poničena. K celkové rekonstrukci došlo po válce v letech 1946–1948 pod vedením architekta Roberta Kurţe, který při obnově průčelí vycházel z fotografií a dochovaných plánů. Sídlem městské správy se budova stala opět v roce 1951.
Jednopatrová dvoukřídlá budova radnice se nachází na nároží hlavní městské třídy, bulváru Štěpána Velikého (bd. Ștefan cel Mare) a kolmo křižující ulice Vlaicu Pârcălaba (str. Vlaicu Pârcălab). Hlavní vstup je ve zkoseném nárožním rizalitu, který je zakončen hodinovou věží. V patře nad vchodem je umístěn polygonální víceúčelový sál.